# Широкая (Весёлые горы)
Широкая — одна из наиболее высоких вершин Весёлых гор (747 м над уровнем моря) на Среднем Урале.
Расположена в Пригородном районе Свердловской области, к юго-западу от города Нижнего Тагила. Вблизи Широкой горы расположены посёлки Черноисточинск, Уралец и Висим. Вершина находится в центральной части Весёлых гор, в 9 километрах к северу от высочайшей вершины хребта — горы Старик-Камень, к югу от горы Белая и юго-западнее Черноисточинского пруда. 
Гора представляет собой пологую лесистую возвышенность с несколькими каменными выступами.